# Kungariket Storbritannien
Kungariket Storbritannien (engelska: Kingdom of Great Britain) var en suverän stat i nordvästra Europa som existerade mellan 1707 och 1800.
Kungarikena Skottland och England hade sedan 1603 haft en gemensam monark, och Jakob VI började redan 1604 använda titeln "King of Great Britain and Ireland" (svenska: Kung av Storbritannien och Irland) då han även var kung av Irland. Det var inte förrän en politisk union genomfördes 1707, vilken avskaffade Skottlands och Englands parlament, och upprättade ett nytt gemensamt parlament med ny regering i Westminsterpalatset i London, som de två staterna tillsammans bildade ett nytt rike.

## Historik
Under 1700-talet beskrevs unionen mellan England och Skottland som ett förenat kungarike (engelska: United Kingdom), men detta var inget officiellt namn då unionsfördraget och unionsakterna angivit detta till "Great Britain" (svenska: Storbritannien). Dessutom styrdes Irland fortsatt som ett separat rike, trots att den irländska kronan varit förenad med den skotska sedan 1603 och engelska sedan 1542.
Den populära beskrivningen av ett förenat kungarike följde dock med in i unionsakterna år 1800 då, Storbritanniens och Irlands parlament avskaffade sig själva för att den 1 januari 1801 samlas i den nya lagstiftande församlingen "Parliament of the United Kingdom of Great Britain and Ireland" (svenska: Förenade kungariket Storbritannien och Irlands parlament) i Westminster för att utse en regering som skulle styra över unionen mellan Storbritannien och Irland. På samma sätt som Storbritannien hade ersatt England och Skottland som självständiga riken, ersattes nu Storbritannien och Irland av den nya statsbildningen Förenade kungariket Storbritannien och Irland. Till skillnad från tidigare var "Förenade kungariket" (engelska: United Kingdom) inte endast en beskrivning av det rike man levde i, utan statsbildningens namn.
Det går att finna beskrivningar av "Kungariket Storbritannien" som ett förenat kungarike, likaväl som att "Förenade kungariket" kan beskrivas som Storbritannien. Men för den som önskar att skilja de två statsbildningarna åt har "Great Britain" (svenska: Storbritannien) och "United Kingdom" (svenska: Förenade kungariket) distinkta betydelser.
| Ordning | Statsbildning  | Årtal     | Namn                                                 | Namngivning                       |
| ------- | -------------- | --------- | ---------------------------------------------------- | --------------------------------- |
| 1       | Great Britain  | 1707-1800 | Kingdom of Great Britain                             | Unionsakterna 1707                |
| 2       | United Kingdom | 1801-     | United Kingdom of Great Britain and Ireland          | Unionsakterna 1800                |
| 2       | United Kingdom | 1801-     | United Kingdom of Great Britain and Northern Ireland | Ändring av parlamentets namn 1927 |

## Senare utveckling
De irländska katolikerna som inte haft någon representation i Irlands parlament hade istället utlovats representation i det nya parlamentet för Förenade kungariket, men väl installerad i sitt nya ämbete ansåg sig kung Georg III fortfarande bunden av sin kröningsed och någon ytterligare framgång i saken för katolikernas emancipation nåddes inte förrän under sonen kung Georg IV. Trots den nya start som unionen utlovat kände sig de irländska katolikerna missgynnade och krav började ställas på irländskt självstyre (engelska: home rule).
Något irländskt självstyre infördes inte förrän 1921, och när beslutet väl var taget bojkottades detta i söder av irländska frihetskämpar som utropat en utbrytarrepublik. Endast i norr fanns det en kompakt minoritet av protestanter som ville fortsatta att tillhöra unionen, och detta var grunden för att Nordirland 1921 fått inte bara ett eget parlament, utan också ett eget kronråd och en guvernör som gav kunglig sanktion åt nordirländsk lagstiftning. Utbrytarrepubliken fick inget erkännande och britterna var inte beredda att ge Irland självständighet. Kompromissen i det anglo-irländska avtalet blev istället att Irland visserligen fick lämna unionen, men kvarstå som en fristat inom imperiet med självstyre under den brittiska monarkin. Vid avtalets ikraftträdande utnyttjade Nordirland den rätt som fanns inskriven om att inte tillhöra fristaten utan att stanna kvar i unionen. Därigenom kom Irländska fristaten endast att omfatta den södra delen av ön.
När det självstyrande Nordirland aktivt valt att tillhöra unionen, och resten av Irland hade lämnat, fanns det inte längre några krav på grundläggande förändringar av unionen. Förenade kungariket Storbritannien och Irland var konstitutionellt fortfarande samma stat som hade bildats 1801, fast måhända med ett något missvisande namn. Efter att Imperiekonferensen 1926 tagit upp frågan lade den brittiska regeringen fram en proposition 1927, som dels tillät monarken att ändra sin titel efter vad konferensen rekommenderat, samt att parlamentets namn skulle förändras till "Parliament of the United Kingdom of Great Britain and Northern Ireland" (svenska: Förenade kungariket Storbritanniens och Nordirlands parlament). Dessutom deklarerades att begreppet "United Kingdom" i all lagstiftning hädanefter skulle syfta på "Great Britain and Northern Ireland".